# Léon Viart
Léon Charles Viart (* 6. Februar 1879 in Châlons-en-Champagne; † unbekannt) war ein französischer Turner.

## Leben und Karriere
Viart turnte für den Verein Société de Gymnastique La Rémoise aus dem nordostfranzösischen Reims. Er nahm an den zweiten Olympischen Sommerspielen 1900 in der Hauptstadt Paris teil, belegte in dem als „Championnat International de Gymnastique“ bezeichneten Einzelmehrkampf (dem einzigen ausgetragenen Wettbewerb im Turnen) den geteilten 79. Rang unter 135 Teilnehmern und erreichte dabei nach Austragung der sechzehn Disziplinen insgesamt 216 von 320 maximal möglichen Punkten.